# Outeniqua hobobmi
Outeniqua hobobmi är en skalbaggsart som beskrevs av Schein 1956. Outeniqua hobobmi ingår i släktet Outeniqua och familjen Melolonthidae. Inga underarter finns listade i Catalogue of Life.